# Åvinge naturreservat

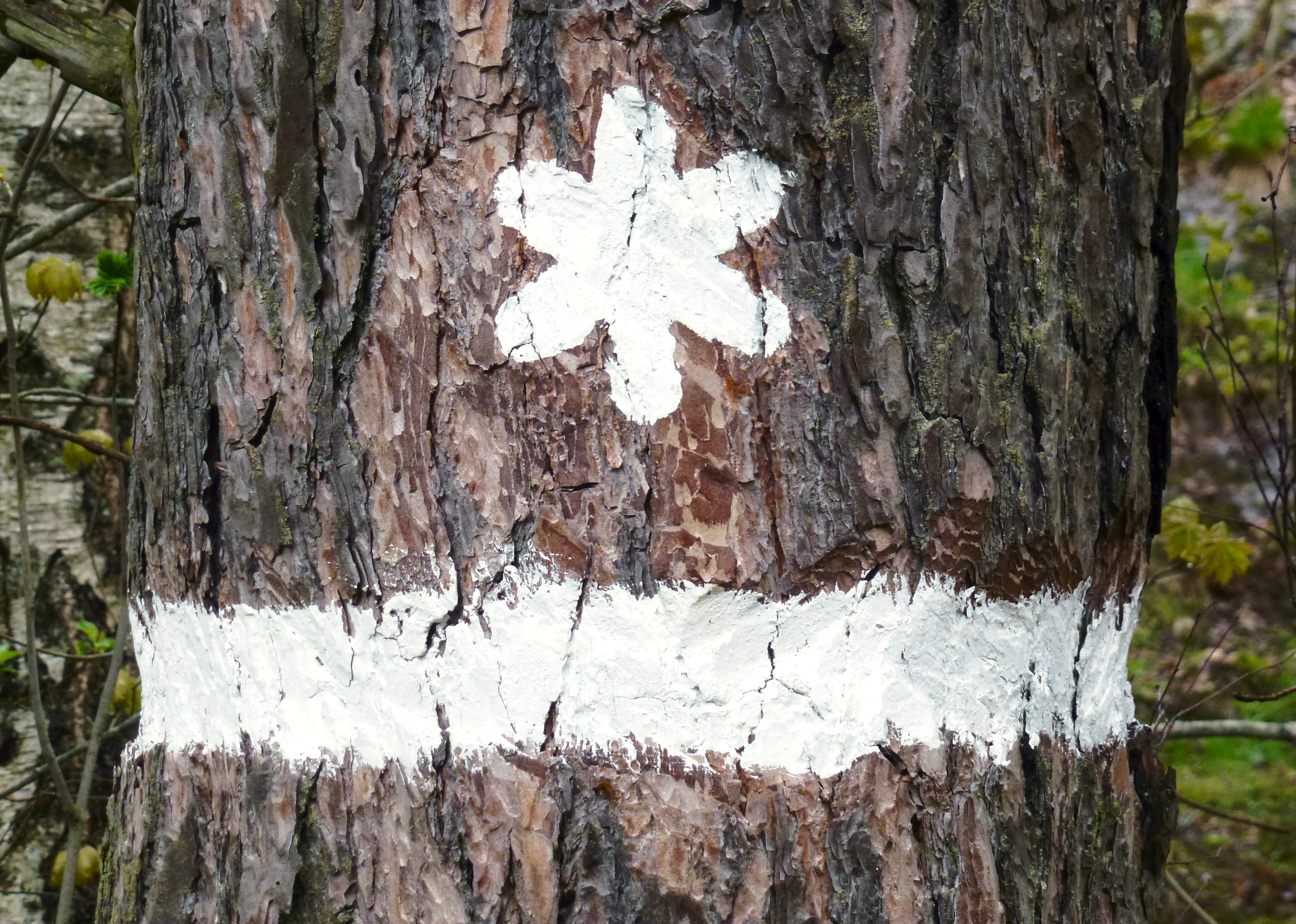
Markering vid reservatsgränsen.

Åvinge naturreservat är ett naturreservat  beläget vid länsväg 225 nära Åvinge i Grödinge socken i Botkyrka kommun. Reservatets förvaltare är Botkyrka kommun.

## Beskrivning
Åvinge naturreservat  ligger i anslutning till Kagghamraåns dalgång och har en utbredning av cirka 460 x 530 meter. Området utgörs av ett höjdparti  och en bergsbrant i söder som är huvudsakligen beväxt med hällmarkstallskog och granskog av naturskogskaraktär. Från sydöstra kanten har man en enastående utsikt över dalgången.

## Bilder

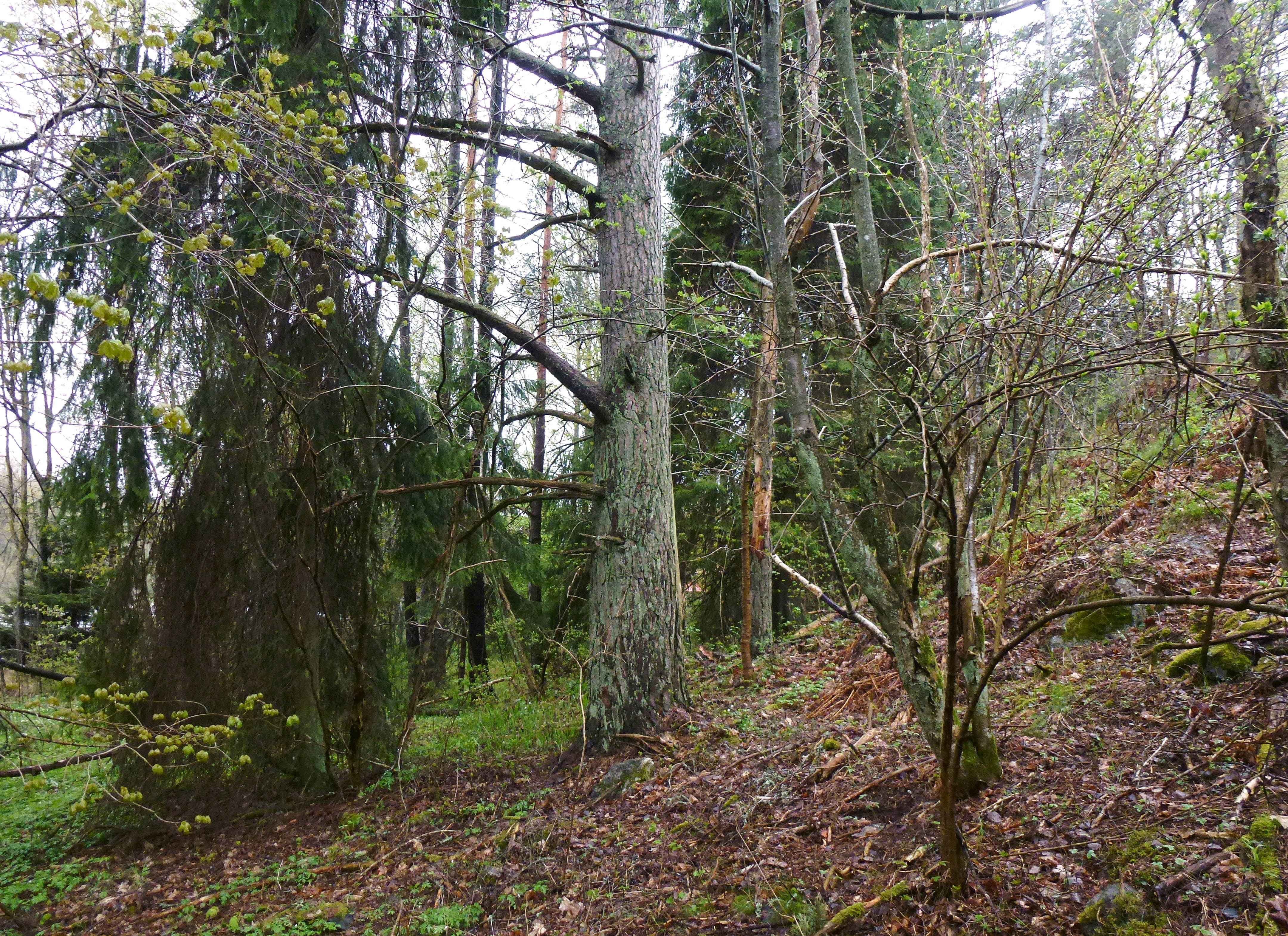
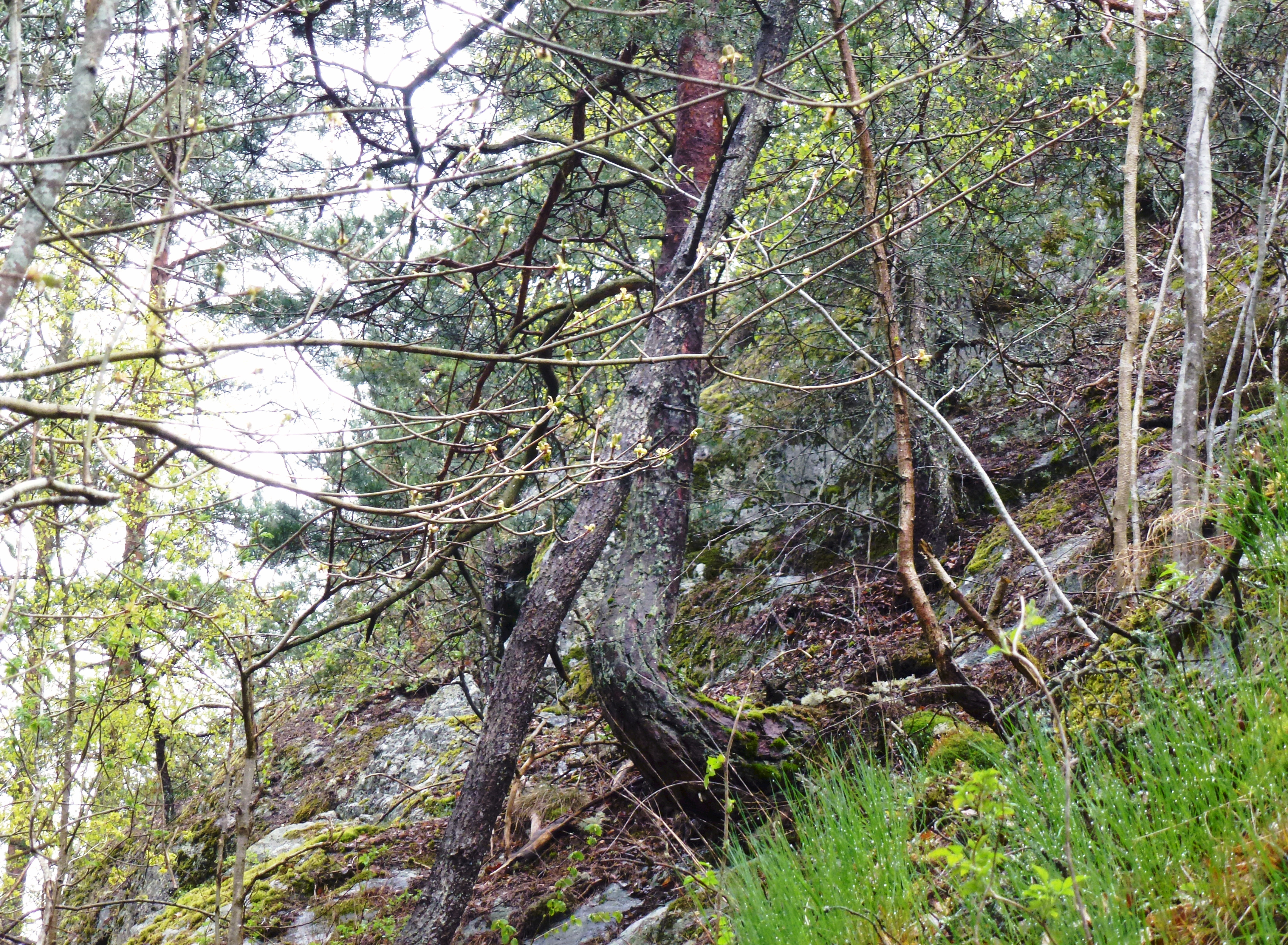
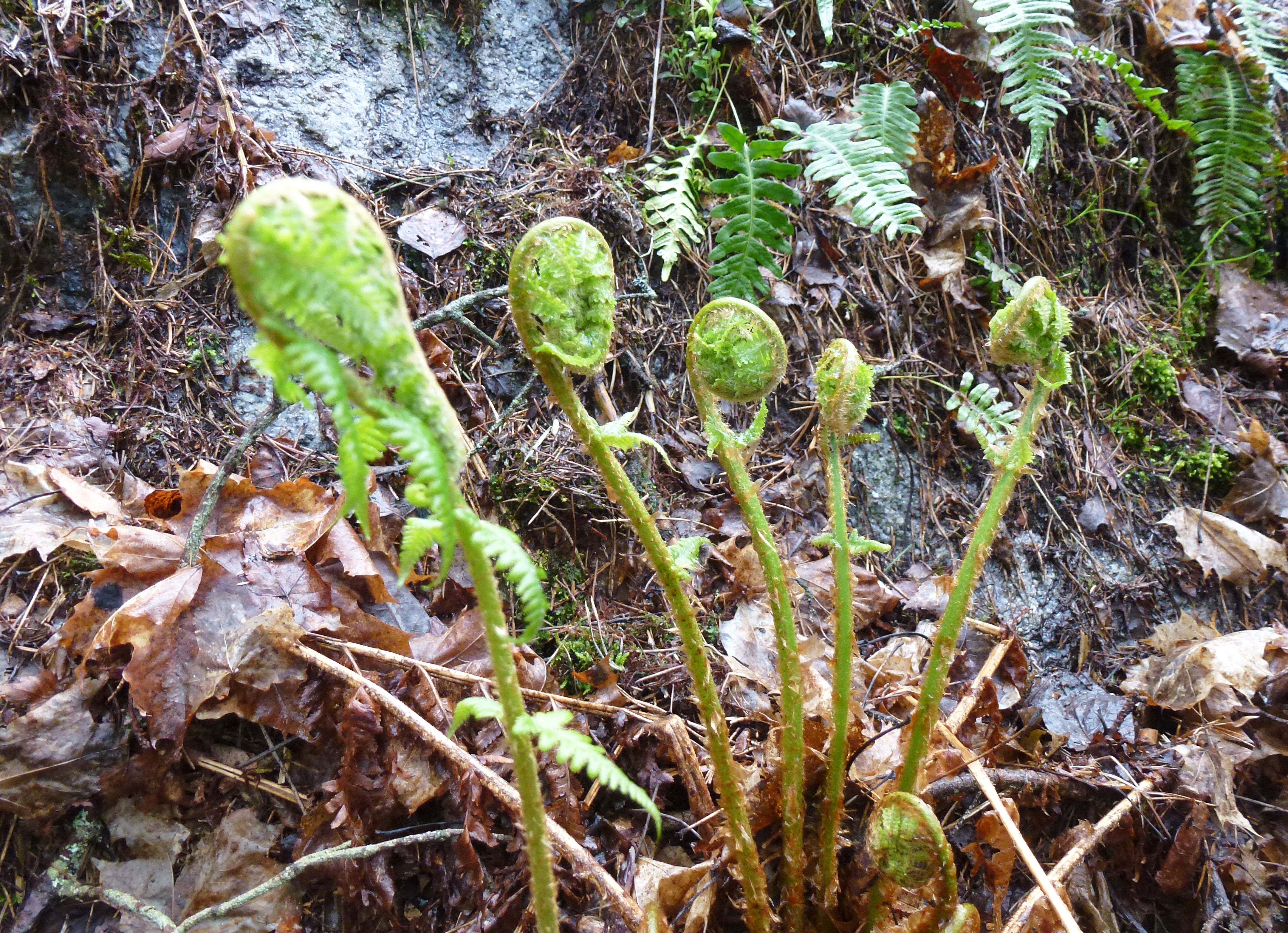